# USCGC Fir (WAGL/WLM-212)
Pour les autres navires du même nom, voir USCGC Fir.
L'USCGC Fir (WAGL/WLM-202) a été le dernier navire de service des phares et balises construit spécifiquement pour le United States Lighthouse Service (Service des phares des États-Unis) pour ravitailler les phares, bateaux-phares et baliseurs.
Fir a été construit en 1938 par la Moore Drydock Company à Oakland, en Californie. Le 22 mars 1939, le bateau-phare US Fir a été lancé. Il a été équipé d'une coque renforcée pour servir de brise-glace pour le déglaçage. Son port d'attache était Seattle (État de Washington). Au bout de plus de 40 ans de service il a été temporairement affecté à Long Beach, en remplacement du USCGC Walnut désarmé le 1er juillet 1982.

## Histoire
Le 1er juillet 1939, le service des phares aux États-Unis est devenu une partie de la Garde côtière des États-Unis. Le 1er octobre 1940 le Fir a été commandé comme l'USCGC Fir (WAGL-212). Avec le début de la Seconde Guerre mondiale Fir a été affecté à l'US Navy et peint en gris cuirassé. Un armement a été installé pour le service de guerre : mitrailleuses Browning M2, canons de 20 mm et des mines de profondeur. Ses fonctions en temps de guerre comprenaient les patrouilles côtières, le remorquage des cibles d'artillerie. En 1965, il a été reclassé comme baliseur-côtier USCG Fir (WLM-202).
Le 27 mai 1988, après le déclassement de l'USCGC Ingham (WHEC-35), le Fir est devenu le plus ancien navire de la Garde côtière des États-Unis. Conformément à une coutume de la Garde côtière, Fir affiche ses numéros de coque en or et a été désigné comme Queen of the Fleet, le 30 mai 1988.
Le 1er octobre 1990, l'année de 200e anniversaire de l'United States Coast Guard, le Fir a été honoré de nouveau avec la célébration de son 50e anniversaire de service actif. Un an plus tard, le 1er octobre 1991, le Fir a été mis hors service, et le 27 avril 1992 a été désigné comme National Historic Landmark par le Secrétaire à l'Intérieur des États-Unis. Il devait être amarré à Staten Island à New York.
Il a été transféré au Liberty Maritime Museum de Sacramento en Californie en 2002. En 2003, il est remorqué jusqu'à Rio Vista, en Californie sur la rive de la rivière Sacramento. Puis il revient en 2010 à San Francisco où il subit une restauration.
Au cours de sa carrière, Fir a été un navire multi-mission dans les besoins de la Garde côtière des États-Unis au cours de ses 50 ans de service. Il a été tour à tour, navire-ravitailleur (charbon, eau potable et nourriture), brise-glace, aide à la navigation, livraison du courrier et ravitaillement pour les bateaux-phares et phares sur les côtes de l'État de Washington et de l'Oregon. Durant la Seconde Guerre mondiale, Fir a effectué la recherche et le sauvetage, la protection de l' environnement marin et l'application de la loi maritime. Pour sa dernière mission le Fir a été chargé de faire ce pourquoi il a été initialement construit en 1939. En juillet 1991, le Fir' a rénové et restauré le phare du cap Flattery sur l'île Tatoosh à l'entrée du détroit de Juan de Fuca.
Son successeur également appelé USCGC Fir (WLB-213), toujours en activité a été lancé en 2003 et est basé à Astoria, Oregon.